# Commelina bracteosa
Commelina bracteosa är en himmelsblomsväxtart som beskrevs av Justus Carl Hasskarl. Commelina bracteosa ingår i släktet himmelsblommor, och familjen himmelsblomsväxter. Inga underarter finns listade.

## Bildgalleri

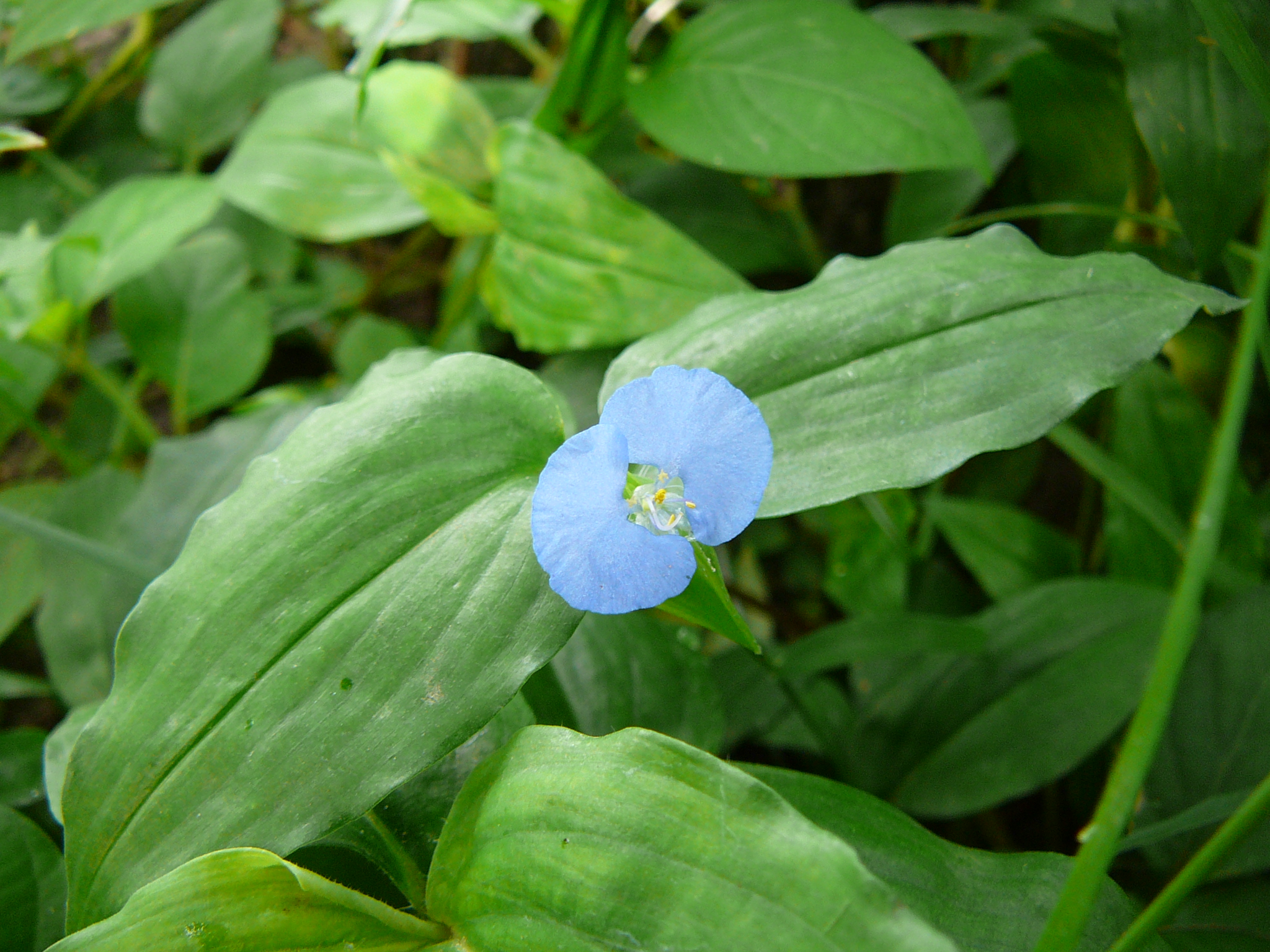